# Rena Rama
Rena Rama var en svensk jazzgrupp.
Rena Rama bildades 1971 av Bengt Berger, Palle Danielsson och Bobo Stenson, men efter en kort tid anslöt sig även Lennart Åberg. Bandet utvecklade en ny form av jazz med influenser av traditionell afrikansk folkmusik, låtar från Pakistan och från Balkan, något som var ovanligt bland amerikanska jazzmusiker. Gruppen tilldelades utmärkelsen Jazz i Sverige 1973 och gav då ut sitt första album. År 1975 lämnade Berger gruppen och ersattes av Leroy Lowe. I mitten av 1980-talet ersattes Danielsson av Anders Jormin och Lowe av Anders Kjellberg. År 1989 inspelades ett album tillsammans med Marilyn Mazur. Rena Rama upplöstes omkring 1993, men  ett album med inspelningar från 1987 utgavs 1998.

## Diskografi
- 1973 – Jazz i Sverige -73 (Caprice Records)
- 1977 – Landscapes (JAPO Records)
- 1979 – Inside - Outside (Caprice Records)
- 1983 – Live (Organic Music OM 2)
- 1986 – New Album (Dragon Records DRLP 118)
- 1989 – Rena Rama with Marilyn Mazur (Dragon Records DRLP 173)
- 1998 – The Lost Tapes (Amigo AMCD 883)